# 懈怠
懈怠（けだい、けたい）（梵: kauśīdya、カウシーディヤ）は仏教の煩悩のひとつ。悪を断ち切り、善を修する努力を尽くしていないこと。心が果敢でないこと。怠惰であること。
『阿毘達磨倶舎論』では、五位七十五法のうち大煩悩地法の一つ。『大乗百法明門論』によれば随煩悩位に分類され、そのうち大随煩悩である。